# Onderzoeksinstituten en laboratoria verbonden aan de Technische Universiteit Delft
Verschillende onderzoeksinstituten en laboratoria, verbonden aan de TU Delft, spelen als onderdeel van de TU Delft een belangrijke rol bij de ontwikkeling, het onderwijs en de promotie van technische kennis. 
- Batch kennis centrum (BKC)
- 'Computer Integrated Manufacturing' Centre Delft (CCD)
- Delft High Performance Computing Centre (DHPC)
- Delft Institute of Earth Observation and Space Systems (DEOS)
- Delft Instituut voor Duurzame Energie (DIDE)
- Delft Institute of Microsystems and Nanoelectronics (DIMES)
- Delft University Research (DISens)
- Delft Institute for Information Technology in Service Engineering (DITSE)
- Delft Cluster
- Delft TopTech, postacademisch onderwijs op het snijvlak van technologie en het zakenleven
- Hechtingsinstituut TU Delft
- Hyperbody Research Group
- ICTO Programma TU Delft
- Reactor Instituut Delft (RID) (voorheen bekend als Interfacultair Reactor Instituut (IRI)) met de Hoger Onderwijs Reactor
- International Research Centre for Telecommunications-transmission and Radar (IRCTR)
- Interduct
- Kavli Institute of Nanoscience Delft
- Koiter Instituut Delft (KID)
- Laboratorium voor Aero- & Hydrodynamica
- Netherlands Institute for Metals Research (NIMR)
- Onderzoeksinstituut Technische Bestuurskunde (OTB)
- International Research Institute for Simulation, Motion and Navigation Technologies (SIMONA)
- Vermogenselektronica en Elektromagnetisch Conversie Centrum (VEMC)
- Intelligent Systems Consortium (ISC)
- Delft aerospace structures and materials laboratory (DASML)
- Delft Center for Systems and Control (DCSC)